# پردیس سینمایی مهر (ارومیه)
پردیس سینمایی مهر یک سینما در شهر ارومیه، ایران است.
این سینما که متعلق به حوزه هنری می‌باشد در سال ۱۳۳۸ با یک سالن و با ظرفیت ۷۵۰ نفر افتتاح شده و هم‌اکنون پس از بازسازی دارای ۷ سالن است.
نام این سینما قبل از انقلاب ۱۳۵۷ ایران سینما تخت جمشید بوده که پس از آن به سینما آزادی تغییر نام یافت اما در سال ۱۴۰۲ پس از بازسازی و تبدیل به هفت سالن با نام پردیس سینمایی مهر بازگشایی شد.